# Patreksfjörður
Patreksfjörður (in lingua islandese: Fiordo di Patrizio), capoluogo di distretto amministrativo, è una località dei Vestfirðir, i fiordi occidentali dell'Islanda e aveva 675 abitanti nel 2019. È situato sulla riva settentrionale dell'omonimo fiordo.
La denominazione fa riferimento a san Patrizio, patrono dell'Irlanda, paese di provenienza del primo colonizzatore della regione.
Nel 1983 uno smottamento ha ricoperto di fango una parte della località.

## Accessibilità
Il paese è collegato verso nord-est a Bíldudalur con la strada S63 Bíldudalsvegur.
Con la S62 Barðastrandarvegur si raggiunge verso sud-est Brjánlækur, punto di attracco del traghetto che collega la penisola con le isole Flatey e Stykkishólmur, sulla penisola Snæfellsnes situata a sud del Breiðafjörður.
Dall'altro lato del fiordo Patreksfjörður si trova la penisola con Látrabjarg.
Direttamente di fronte all'abitato si trova anche il piccolo aeroporto.